# Prémio Firecracker Alternative Book
O Prémio Firecracker Alternative Book (FAB) foi criado em 1996 por um grupo de profissionais da indústria livreira e premiou o melhor das publicações alternativas, em diferentes áreas, até o ano de 2002.